# كارل لامبرخت
كارل لامبرخت (بالألمانية: Karl Lamprecht)‏ (1856-1915)، هو مؤرخ ألماني، طالب بطريقة جديدة في كتابة التاريخ تقوم على إتجاهات ثقافية واجتماعية ونفسية. أهم مؤلفاته منهج التاريخ الحضاري عام 1900م، ومحاضرات عديدة بعنوان ما هو التاريخ عام 1905م.

## روابط خارجية
- كارل لامبرخت على موقع الموسوعة البريطانية (الإنجليزية)